# 圣让德博讷瓦勒
圣让德博讷瓦勒（法語：Saint-Jean-de-Bonneval，法語發音：[sɛ̃ ʒɑ̃ də bɔnval]）是法国奥布省的一个市镇，位于该省中部偏南，属于特鲁瓦区和特鲁瓦香槟都会城市圈公共社区，其市镇面积为6.14平方公里，2022年1月1日时人口数量为403人。
圣让德博讷瓦勒是特鲁瓦香槟都会城市圈公共社区的组成部分，位于特鲁瓦市区以南大约10公里。

## 行政
圣让德博讷瓦勒的邮政编码为10320，INSEE市镇编码为10342。

## 地理

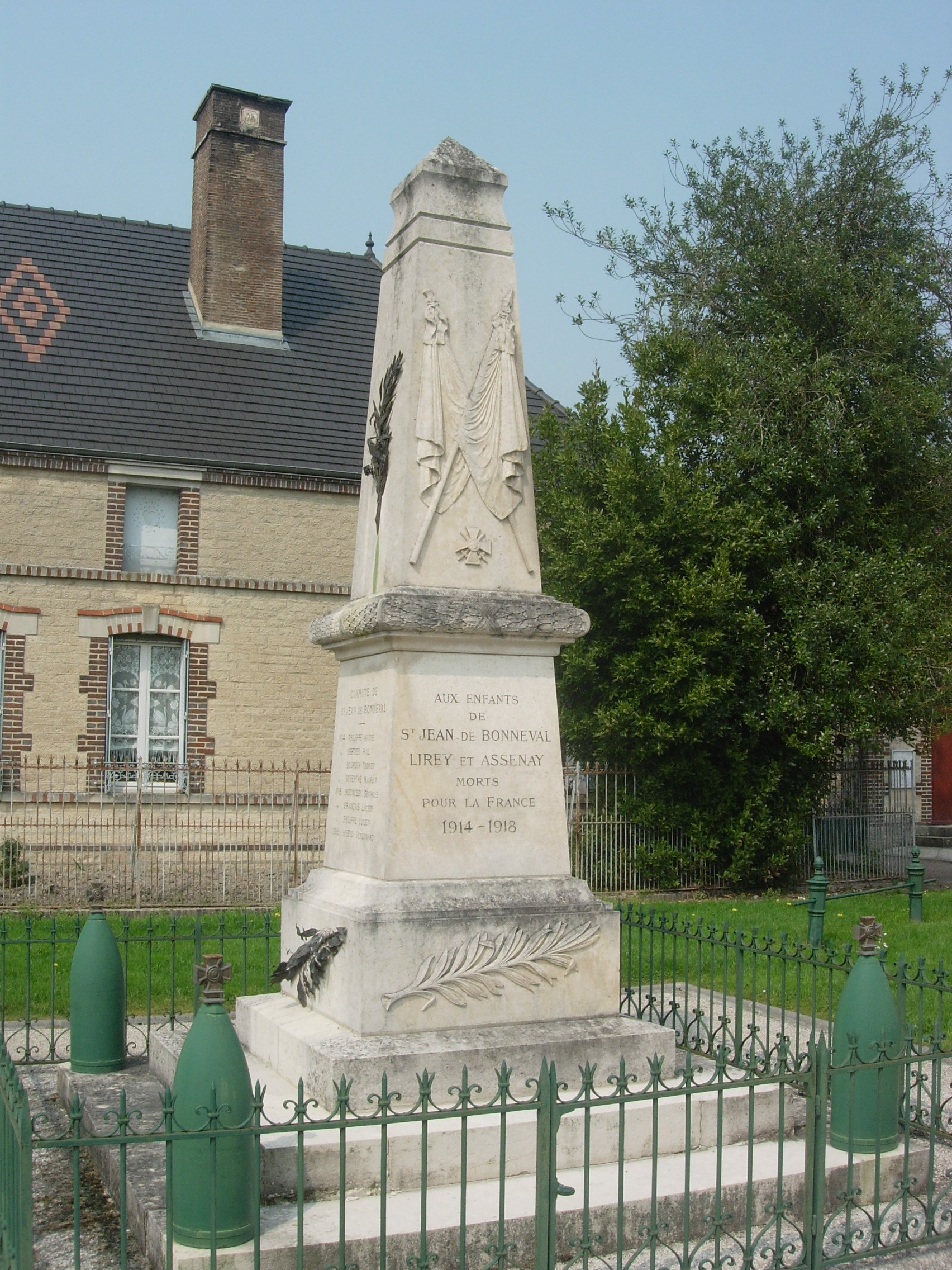
圣让德博讷瓦勒烈士纪念碑

圣让德博讷瓦勒（48°10'20"N, 4°2'55"E）位于法国中北部偏东，大东部大区西南部和奥布省中部偏南。
与圣让德博讷瓦勒接壤的市镇包括：阿瑟奈、利雷、莫涅河畔隆日维尔、龙斯奈、维勒里、维利勒布瓦。
圣让德博讷瓦勒属于塞纳河流域，境内地势平坦。
按照柯本气候分类法，圣让德博讷瓦勒属于温带海洋性气候，全年温差较小，降水分布均匀。

## 历史
圣让德博讷瓦勒历史上长期为一普通村落，二战后人口略有增加。

## 交通
奥布省省道D125线、D108线和D125线在圣让德博讷瓦勒境内交汇。

## 政治
现任圣让德博讷瓦勒市长为让-米歇尔·科谢先生（Jean-Michel Cochet）。

## 人口
| 年份   | 1936 | 1946 | 1954 | 1962 | 1968 | 1975 | 1982 | 1990 | 1999 | 2006 | 2011 | 2016 | 2017 |
| ------ | ---- | ---- | ---- | ---- | ---- | ---- | ---- | ---- | ---- | ---- | ---- | ---- | ---- |
| 人口數 | 301  | 284  | 324  | 295  | 284  | 261  | 329  | 354  | 351  | 388  | 358  | 391  | 396  |